# Estación de Siglo XXI
Siglo XXI es una estación de la línea ML-3 del Metro Ligero Oeste situada en la avenida homónima de Boadilla del Monte. Abrió al público el 27 de julio de 2007.
Su tarifa corresponde a la zona B2 según el Consorcio Regional de Transportes.

## Accesos
- Siglo XXI Avda. Siglo XXI, 2

## Líneas y conexiones

### Metro Ligero
| << cabecera    | < estación  | línea | estación >       | cabecera >>        |
| -------------- | ----------- | ----- | ---------------- | ------------------ |
| Colonia Jardín | Nuevo Mundo |       | Infante Don Luis | Puerta de Boadilla |

### Autobuses
| Diurnos |                             |                                                                                   |                  |
| Línea   | Destino                     | Parada                                                                            | Operador         |
| 1       | Olivar - Parque - Las Lomas | 12184 Av. Siglo XXI-Est. Siglo XXI (N.º 1) (sentido Avenida del Infante Don Luis) | Empresa Boadilla |
| 4       | El Pastel                   | 12184 Av. Siglo XXI-Est. Siglo XXI (N.º 1) (sentido Avenida del Infante Don Luis) | Empresa Boadilla |
| 1       | Paseo de Madrid             | 12185 Av. Siglo XXI-Est. Siglo XXI (N.º 1) (sentido Avenida del Nuevo Mundo)      | Empresa Boadilla |
| 4       | Boadilla Centro             | 12185 Av. Siglo XXI-Est. Siglo XXI (N.º 1) (sentido Avenida del Nuevo Mundo)      | Empresa Boadilla |

| Diurnos   |                                                   |                                                                                   |                           |
| Línea     | Destino                                           | Parada                                                                            | Operador                  |
| 565       | Boadilla del Monte (Puerta de Boadilla)           | 12184 Av. Siglo XXI-Est. Siglo XXI (N.º 1) (sentido Avenida del Infante Don Luis) | Avanza Movilidad Integral |
| 571       | Boadilla del Monte                                | 12184 Av. Siglo XXI-Est. Siglo XXI (N.º 1) (sentido Avenida del Infante Don Luis) | Empresa Boadilla          |
| 573       | Boadilla del Monte                                | 12184 Av. Siglo XXI-Est. Siglo XXI (N.º 1) (sentido Avenida del Infante Don Luis) | Empresa Boadilla          |
| 574       | Boadilla del Monte                                | 12184 Av. Siglo XXI-Est. Siglo XXI (N.º 1) (sentido Avenida del Infante Don Luis) | Empresa Boadilla          |
| 575       | Brunete                                           | 12184 Av. Siglo XXI-Est. Siglo XXI (N.º 1) (sentido Avenida del Infante Don Luis) | Empresa Boadilla          |
| 565       | Pozuelo (Est. El Barrial)                         | 12185 Av. Siglo XXI-Est. Siglo XXI (N.º 1) (sentido Avenida del Nuevo Mundo)      | Avanza Movilidad Integral |
| 571       | Madrid (Aluche) (por Urbanización Montepríncipe)  | 12185 Av. Siglo XXI-Est. Siglo XXI (N.º 1) (sentido Avenida del Nuevo Mundo)      | Empresa Boadilla          |
| 573       | Madrid (Moncloa) (por Urbanización Montepríncipe) | 12185 Av. Siglo XXI-Est. Siglo XXI (N.º 1) (sentido Avenida del Nuevo Mundo)      | Empresa Boadilla          |
| 574       | Madrid (Aluche) (por Ciudad Financiera)           | 12185 Av. Siglo XXI-Est. Siglo XXI (N.º 1) (sentido Avenida del Nuevo Mundo)      | Empresa Boadilla          |
| 575       | Boadilla del Monte                                | 12185 Av. Siglo XXI-Est. Siglo XXI (N.º 1) (sentido Avenida del Nuevo Mundo)      | Empresa Boadilla          |
| Nocturnos |                                                   |                                                                                   |                           |
| Línea     | Destino                                           | Parada                                                                            | Operador                  |
| N905      | Boadilla del Monte                                | 12184 Av. Siglo XXI-Est. Siglo XXI (N.º 1) (sentido Avenida del Infante Don Luis) | Empresa Boadilla          |
| N905      | Madrid (Moncloa)                                  | 12185 Av. Siglo XXI-Est. Siglo XXI (N.º 1) (sentido Avenida del Nuevo Mundo)      | Empresa Boadilla          |